# Paravaejovis spinigerus
El escorpión o alacrán amarillo de cola rayada (Paravaejovis spinigerus) es un arácnido perteneciente a la familia Vaejovidae del orden Scorpiones. Esta especie fue descrita por Wood en 1863. El nombre del género Paravaejovis proviene del griego para que significa “cercano a”; -género Vaejovis. El nombre específico spinigerus proviene del latín spina que significa “espina” y -gerere que significa “llevar”.

## Descripción
Los ejemplares adultos tienen un largo aproximado de 70 mm. El color base es amarillo claro a marrón con marcas subyacentes obscuras en el caparazón y terguitos; dientes pectinales de 22 a 27 en macho y 16 a 22 en hembras; metasoma robusto, con el segmento V usualmente más ancho y más profundo que el III en adultos; carinas ventrolateraes del metasoma tenues, diente ventral submedial obsoleto; quela pedipalpal con dientes en la palma carente de quillas perceptibles, dedo móvil con tricobotrias ib y sexto accesorio interior granulado; fila primaria de dentículos sobre el dedo fijo de la quela dividido en seis subfilas; sobre el dedo móvil dividida en siete subfilas; accesorio proximal interno del dedo móvil estrechamente emparejado con el dentículo agrandado adyacente en la fila primaria; quela con 3,2 mm de largo y 3,7 de ancho, dedo móvil 0,8 mm de largo, largo del carapacho 0,9 mm, dedo móvil con 2 mm de largo y palma de 2,3 mm de ancho.

## Distribución
Paravaejovis es un género endémico de México. A esta especie en particular se le puede encontrar en los estados de Sonora, Sinaloa y Baja California Sur.

## Hábitat
Esta especie de alacrán se encuentra bajo las rocas, en las dunas de arena, en el desierto y en bosques de pino y roble.

## Estado de conservación
Esta especie no se encuentra dentro de ninguna categoría de riesgo en las normas nacionales o internacionales.